# Paradise Oskar
Paradise Oskar (Axel Ehnström) est un chanteur finlandais né le 23 octobre 1990. Son nom de scène vient d'un livre pour enfants Rasmus et le vagabond d'Astrid Lindgren, dans lequel Paradise Oskar est un vagabond joueur d'accordéon.

## Biographie
Paradise Oskar entame des études de pop et jazz au conservatoire d'Helsinki.
Après avoir remporté le 12 février 2011 la sélection finlandaise pour l'Eurovision 2011, il représente son pays en finale le 14 mai 2011 à Düsseldorf en Allemagne où il se classe 21e avec la chanson Da Da Dam traitant du dérèglement climatique. Malgré cet "échec" au classement général, et bien qu'ayant terminé 3e de sa demi-finale, il remporte le Prix Marcel Bezençon de la Presse.
Par la suite, il participe à l'écriture de plusieurs titres. 